# Ambühren
Ambühren ist ein Ortsteil der Stadt Cloppenburg im gleichnamigen Landkreis in Niedersachsen.
Die kleine Bauerschaft liegt im westlichen Teil des Gebietes von Cloppenburg und hat nach dem Stand vom 1. Juni 2004 genau 350 Einwohner. 1933 kam die Bauerschaft Ambühren im Rahmen der Verwaltungsreform von der Gemeinde Krapendorf zur Stadt Cloppenburg. Vier Bauernhöfe, die heute noch bestehen, auch wenn sich die Namen der Besitzer geändert haben, bildeten vor über 300 Jahren die Bauerschaft. Die Namen der Bauerngeschlechter sind: Künken, Röbken, Bullermann und Bahlmann.

## Geschichte
Größe, Hörigkeit, Abgaben und Dienste, Wechsel der Geschlechter und das Ende der Hörigkeit sind festgehalten im Cloppenburger Amtsregister von 1473, dem Personen-Schatzungsregister des Kirchspiels Krapendorf von 1498, den Schatzungs-Registern des Amtes Cloppenburg von 1535 und 1549, den „Kerspelschatzungen“ von 1578/79 und 1629, sowie in den Rechnungen der Rentmeister von Heiden (1699) und Volbier (1707 und 1709).
Auf der Ganzerben Künken-Stelle (Möller) waren 1473 Symer, seine Frau und sein Knecht sesshaft. Künnecke erscheint erst 1578 und zahlt zwei Taler Kirchspielschatzung. Auf dem Hof des Ganzerben Röbke (Hoppe), wohnen 1473 Wessel to Ambühren und seine zwei Söhne. 1629 wird Robbecke neuer Besitzer.
Halberbe Bullermann (Moormann) wird 1473 bewohnt von De lange Tebbe, seiner Hausfrau, einem Knecht und einer Magd. Nach dem Dreißigjährigen Krieg wird die Stelle als „wüstes Erbe“ bezeichnet. Im Jahre 1700 wird erstmals als Besitzer Johann Bullermann genannt. Er zahlte 1700 zwei Riddergulden Dienstgeld.
Die vier ältesten Familien Ambührens sind also alle über 500 Jahre im Besitz ihrer Stellen. Das Wahrzeichen Ambührens ist der „Dicke Stein“, der hoch oben am Rand des Soestetals steht. Dieser über 125 Tonnen schwere Granit-Findling wurde nach dem Ende des Ersten Weltkrieges unter schwersten Bedingungen gehoben und zum Kriegerehrenmal für die Gefallenen beider Weltkriege, sowohl der Bauerschaft Ambühren als auch Schmertheim, umfunktioniert.
Ambühren liegt am Rande des Landschaftsschutzgebietes Soestetal und ist beliebtes Ausflugsziel für Spaziergänger und Radwanderer. Die Bauerschaften Ambühren und Schmertheim sind heute zu einer Einheit verschmolzen, die sich besonders im Schützenverein („Gut Ziel Ambühren“) und im Gemeinschaftsleben zeigt.